# Aciagrion macrootithenae
Aciagrion macrootithenae – gatunek ważki z rodziny łątkowatych (Coenagrionidae).